# ゴロピカリ
ゴロピカリは、群馬県農業技術試験場が育成した米（水稲）の品種。
1993年（平成5年）に群馬県農業技術試験場で育成された。名称は一般公募によるもので、群馬県名物の雷のイメージから。開発時の名称は群馬7号で、月の光（愛知56号）とコシヒカリを親に持つ。
縞葉枯病に抵抗性があり、食味が良く、粒が大きいが特徴。二毛作向けの品種である。
1993年に群馬県奨励品種に指定され、1995年（平成7年）から独自銘柄による販売を開始。平成10年代における作付面積を見ると県の3割以上を本品種が占めていた。しかし、2010年（平成22年）以降の猛暑による高温で品質低下が続出。他品種への転換が進んだことで、作付面積は2019年（令和元年）時点で県全体の2%にまで低下した。